# Csíkzsögödi római katolikus templom
A csíkzsögödi római katolikus templom a Csíkszeredához tartozó Csíkzsögödön, a Zsögöd utca 52. szám alatt található. Románia műemlékeinek hivatalos jegyzéke műemléképületként a HR-II-a-A-12738 sorszámon tartja nyilván.

## A templom története
Csíkzsögödöt először az 1567. évi regestrumban a Szeredához tartozó Martonfalvával együtt említették. 1690-ben Sögöt, 1725-ben Sögötfalva néven szerepelt.
Régen Szentlélek filiája volt, majd a múlt századtól Csíkszeredához tartozott, 1990-től önálló plébánia.
A Csíkzsögödi római katolikus templom a 15. században épült gótikus stílusban, 1707-ben a zsögödi Mikó család költségén kibővítették.
A mai műemléktemplom a 18. századi barokk korszak átalakításait őrzi.
A csíkzsögödi Mária szobor 1510-1520 között készült, a  templom gótikus jellegű szárnyasoltára 1673-ból való.
A haranglábat 1792-ben, a kőtornyot 1800-ban  építették.

## A templom leírása
Csíkzsögöd szép kis temploma a 15. századi gótikus kor alkotása. A mai barokk stílusú templom szép boltozatú apszissal, ajtókkal, ablakokkal, tartópillérekkel és a barokk korszak sok átalakításával látható.
Szentélyének gótikus jellegét boltozott mennyezete, szentségfülkéje, szárnyasoltára és Mária szobra őrizte meg. 
A Mária szobor a csíksomlyói kegyszoborral egyidőben, 1510-1520 körül készülhetett. Balogh Jolán: Az erdélyi renaissance  c. könyvében így ír a szoborról:
„Csaknem szó szerint ismétli a somlyói Madonna kompozícióját, csupán redővezetésében mutatkoznak változások, egyszerűsítések, amelyek a középszárnyon már kissé renaissance felé hajlanak”
A műemléktemplomot a zsögödi Mikó család 1707-ben kibővíttette, az átalakítások során a templom hajóját nyugat felé meghosszabbították.
A hajó falainak egy része a régi templom öröksége, akárcsak a gótikus ajtó- és ablakkeretek.
A harangláb 1792-ben, a kőtorony 1800-ban épült. A hajó reneszánsz stílusú, amelynek falán az első- és a második világháborúban elesett csíkzsögödiek emléktáblája látható, Kovács Béla kőfaragó és ifj. Dóczy András szobrászművész munkái.
A szentély északi részén csinos foglalatú szentségházacska látható. 
A templomot Szentháromság tiszteletére szentelték fel.

## A templom szárnyasoltára
A csíkzsögödi római katolikus templom szárnyasoltára a 17. században készült, amelyen az alábbi   felirat olvasható:
”A.D. 1673. die 3 Apr. Ex industria A.F.R. Pauli Szépvizi, parochi ejusdem. Expensis Mdg Mathei Barabás, qui obiit 26 Iunii 1673. Renovátum 1873.”
A kifele nyíló  oltárszárnyak Jézus életét és szenvedésének történetét szemléltetik. A főoltár felső részébe egy Szentháromságot ábrázoló olajfestmény van beépítve, amely régebbi mint a szárnyasoltár. A csíkzsögödi Mária szobor a részben átfestett 17. századi szárnyasoltárba van elhelyezve. A Kisjézus és a korona a későbbi korok alkotása.

## A templom védőfala
A csíkzsögödi műemléktemplomot a körülötte lévő egyenetlen terephez igazodó, cseréppel fedett alacsony cinteremfal veszi körül, melyet kívülről zömök pillérek támasztanak. A cinterembe északon nyílik a kőkeretes bejárat, hullámvonalas lezárású, virágornamentikás oromfalakkal ellátott kis fedett tornác alatt. Ennek az építése ugyancsak a 15. századra tehető.

## A templom búcsúja
A csíkzsögödi római katolikus templom búcsúját Pünkösd utáni első vasárnap, Szentháromság napján tartják.